# 와타나베 다이키 (축구 선수)
와타나베 다이키(일본어: 渡邊 泰基, 1999년 4월 22일~)는 일본의 축구 선수이다.

## 구단 경력
그는 2018년 J2리그의 알비렉스 니가타에 입단했다. 2020년 7월 츠바이겐 가나자와로 임대 이적했다. 2021년까지 64경기에 출전하여, 2득점을 넣었다. 2022년 알비렉스 니가타로 복귀했다. 2022년 J2리그 우승으로 J1리그로 승격했다. 2024년 요코하마 F. 마리노스로 이적했다.